# Élection présidentielle colombienne de 1892
L'élection présidentielle colombienne de 1892 a eu lieu le 2 février pour désigner le  président de la république pour la période 1898-1898. 
Rafael Núñez a été réélu pour un quatrième mandat,.

## Système électoral
Conformément aux dispositions de la Constitution de 1886, l'élection a été faite au suffrage indirect : le président fut élu par un collège électoral composé d'une proportion d'un grand électeur pour 1 000 habitants.

## Candidats et résultats
| Candidat à la présidence         | Parti ou mouvement | Votes |
| -------------------------------- | ------------------ | ----- |
| Rafael Núñez                     | Nationaliste       | 2 075 |
| Marceliano Vélez Barreneche (es) | Conservateur       | 509   |
| Total                            | Total              | 2 584 |

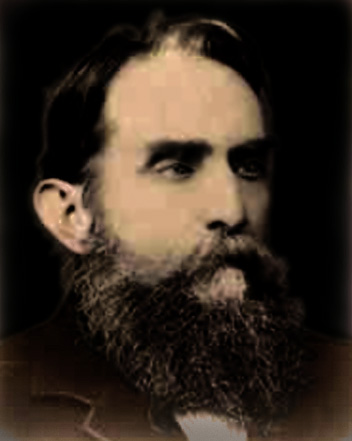
Rafael Núñez
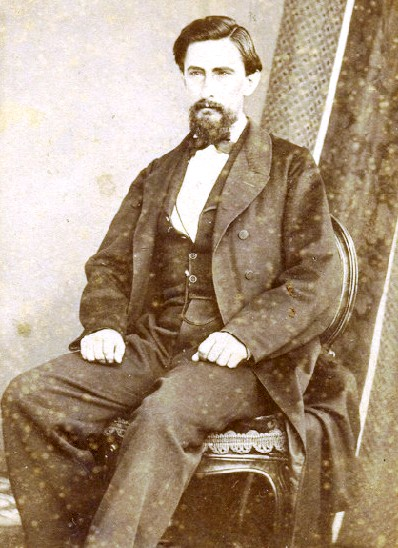
Marceliano Vélez